# Tritantecmes
Tritantecmes (em persa antigo: Ciçantakhma) foi brevemente rei de Sagárcia em 521 a.C. após se rebelar contra o rei aquemênida Dario, o Grande.[carece de fontes?]
De acordo com a inscrição de Beistum, os medos se rebelaram contra o rei persa Dario, o Grande, depois que ele suprimiu o usurpador Gaumata. O líder desta rebelião foi Fraortes, que foi derrotado por Dario em maio de 521 a.C. O sagárcio Tritantecmes continuou a rebelião, afirmando, como Fraortes, ser um descendente do grande rei medo Ciaxares.[carece de fontes?]
Seu reinado foi curto. Tritantecmes foi derrotado e preso pelo general medo a serviço de Dario, Taquemaspada, no verão de 521. Dario cortou o nariz e as orelhas do rebelde, arrancou os olhos e finalmente o crucificou em Arbela. Visto que Dario não menciona que cortou a língua de Tritantecmes, o tratamento usual para os mentirosos, é provável que o líder sagárcio tenha realmente sido membro da casa real meda.